# 아트 펑크
아트 펑크(영어: Art Punk)는 펑크 록의 하위 장르로, 아트 펑크를 하는 많은 음악가들이 이 장르의 기본이었던 개러지 록을 넘어 더 세련되었다는 평을 받고 있다. 펍 록으로 나오게 된 분노한 노동자 계급의 청중들과 대조적으로 단순하고, 불쾌하며, 자유분방하다는 펑크의 미학을 만들어냈다.